# Конститусьон (Уругвай)
Конститусьон (исп. Constitución) — город на северо-западе Уругвая, на территории департамента Сальто.

## География
Город находится в западной части департамента, на левом берегу реки Уругвай, на высоте 43 метров над уровнем моря.
Конститусьон расположен на расстоянии приблизительно 34 километров к северо-северо-востоку (NNE) от города Сальто, административного центра департамента и на расстоянии 443 километров к северо-северо-западу (NNW) от Монтевидео, столицы страны. Ближайший гражданский аэропорт расположен в городе Конкордия.

## История
Конститусьон был основан 11 июля 1852 года как порт для трансграничной торговли с Аргентиной. Получил статус малого города (Villa) 14 июля 1977 года.

## Население
По данным переписи 2011 года, население составляло 2844 человека.
| Год  | Население |
| ---- | --------- |
| 1908 | 2 388     |
| 1963 | 2 425     |
| 1975 | 3 671     |
| 1985 | 2 954     |
| 1996 | 2 803     |
| 2004 | 2 844     |
| 2011 | 2 762     |

Источник: Instituto Nacional de Estadística de Uruguay